# Grupa pułkownika Jasińskiego
Grupa pułkownika Jasińskiego – oddział Wojska Polskiego z okresu wojny polsko-bolszewickiej.

## Struktura organizacyjna
Skład w lipcu 1920:
- dowództwo grupy
- 9 pułk strzelców granicznych (bez jednego szwadronu)
- 4/II batalion wartowniczy (bez 1. kompanii)
- dwa plutony żandarmerii (Ostróg i Zasław)
- trzy baterie szkolnego dywizjonu
- 2/II kompania kolejowa – 7 kolejowa czołówka sanitarna